# Odorrana bolavensis
Huia bolavensis es una especie de anfibio anuro de la familia Ranidae.

## Distribución geográfica yhábitat
Es endémica de la meseta de Bolaven, al sur de Laos. Su rango altitudinal oscila entre 100 y 2000 m s. n. m..